# Min søsters børn og guldgraverne
Min søsters børn og guldgraverne er en film instrueret af Niels Nørløv efter manuskript af Claudia Boderke, Lars Mering, Michael Obel, Jonathan Vanger og Eric Leca. Filmen er en del af filmserien Min søsters børn.
Ekstrabladet og ekkofilm.dk gav filmen to ud af seks mulige stjerner, mens Berlingske var mere positive og gav filmen fire ud af seks mulige stjerner.

## Handling
Min søsters børn opdager ved et tilfælde, at deres tipoldefar udvandrede som guldgraver til Canada, og at de stadigvæk har familie derovre. De kommer i kontakt med en grandtante, som inviterer dem på besøg. Det viser sig, at der er en historie om en gammel guldmine og et skattekort. Snart rammes børnene af guldfeber i jagten på skatten, som muligvis stadig ligger gemt i den gamle guldmine. På vej ud for at finde minen bliver de overrasket af Canadas vildnis, natur, dyrefauna og ikke mindst to forbryderiske guldgravere, som også vil have fat i skatten.

## Medvirkende
- Rasmus Botoft som Onkel Erik
- Lærke Winther Andersen som Fru Flinth
- Rose Maria Nemeth Kipling som Amalie
- Magnus Nørgaard Larsen som Jan
- Carl Nygaard som Michael
- Theodor Krosby Chieu som Blop
- Rosita Nellie Holse Gjurup som Pusle
- Signe Skov som Mor
- Troels Malling Thaarup som Far
- Lone Hertz som Anna
- Laura Drasbæk som Marianne
- Frederik Winther Rasmussen som Brad
- William Rudbeck Lindhardt som Thomas
- Bo Svenson som John
- Brian Patterson som Johns stemme
- Zlatko Burić som Fred
- Nils Johan Hognestad som Alex
- Billy Cross som Alex' stemme
- Lene Poulsen som legatkvinde
- Joel Poisson som butiksassistent
- Anana Rydvald som servitrice
- Ole Dupont som akademiker